# Angelika Thiel-Vigh
Angelika Thiel-Vigh (* 21. November 1956 in Potsdam) ist eine deutsche Politikerin (SPD) und Antisemitismus-Beauftragte Brandenburgs.

## Ausbildung und Beruf
Thiel absolvierte in den Jahren 1973 bis 1975 eine Ausbildung zur Chemielaborantin und arbeitete anschließend bis 1977 in dem Beruf. Sie studierte von 1977 bis 1978 an der Ingenieur-Schule für Chemie in Berlin. Sie machte dann von 1987 bis 1989 eine Ausbildung zur Chemisch-technischen Assistentin.

## Politik
In der Stadtverordnetenversammlung der Stadt Potsdam ist sie seit 1990 Mitglied und dort langjährige  SPD-Fraktionsvorsitzende. Zudem war sie Mitglied des Verwaltungsausschusses des Arbeitsamtes Potsdam.
Bei der Landtagswahl in Brandenburg 1994 wurde sie als Direktkandidatin der SPD im Wahlkreis 25 (Potsdam II) in den brandenburgischen Landtag gewählt. Sie war zunächst Abgeordnete vom 11. Oktober 1994 bis zum 29. September 1999. In dieser Zeit war sie stellvertretende Fraktionsvorsitzende der SPD und Mitglied der Ausschüsse für Brandenburg-Berlin und für Arbeit, Soziales, Gesundheit und Frauen. Bei der brandenburgischen Landtagswahl 1999 unterlag sie in ihrem Wahlkreis gegen Lothar Bisky von der PDS, der das Direktmandat gewann. Thiel-Vigh wurde aber am 13. Oktober 1999 als Nachrückerin für Regine Hildebrandt wieder Mitglied des Landtags Brandenburg und war ab November 1999 Vorsitzende im Ausschuss für Wissenschaft, Forschung und Kultur. Sie wurde am 26. September 2000 auch wieder zur stellvertretenden Fraktionsvorsitzenden gewählt, schied dann jedoch kurz darauf am 12. Oktober 2000 wieder aus dem Landtag aus, nachdem das brandenburgische Landesverfassungsgericht ihre Berufung als Nachrückerin für unwirksam erklärt und damit einer von der PDS unterstützten Wahlprüfungsbeschwerde entsprochen hatte.
Thiel-Vigh wurde Ende 2000 Staatssekretärin für den Bereich Soziales und Frauen im Landesministerium für Arbeit, Soziales, Gesundheit und Frauen, zunächst bei Minister Alwin Ziel. Thiel-Vigh blieb Staatssekretärin bis zum 13. Oktober 2004.